# Edoardo Garzena
Giuseppe Edoardo Garzena (ur. 4 maja 1900 w Turynie, zm. 26 maja 1984 tamże) – włoski bokser wagi piórkowej. W 1920 roku na letnich igrzyskach olimpijskich w Antwerpii zdobył brązowy medal.